# Stazione meteorologica di Prato
La stazione meteorologica di Prato è la stazione meteorologica di riferimento per il Servizio Idrologico Regionale della Toscana relativa alla città di Prato. Attualmente la stazione meteorologica risulta denominata di Prato Università per la sua ubicazione presso il polo universitario della città laniera.

## Storia
La stazione meteorologica iniziò ad effettuare osservazioni e registrazioni a partire dal 1881, fornendo in seguito i dati al Regio Ufficio Centrale di Meteorologia.
Nel corso del Novecento i dati venivano forniti anche al Ministero dei lavori pubblici per la loro pubblicazione negli Annali Idrologici del Compartimento di Pisa fino all'anno 1996, dove la stazione meteorologica presentava la denominazione di Prato in Toscana dall'originario nome che contraddistingueva la città. Nel corso degli anni è variata varie volte la collocazione degli strumenti, che inizialmente erano collocati alla sommità di un edificio e in seguito su fondo erboso.
Con la regionalizzazione del Servizio Idrografico Nazionale, la stazione meteorologica è entrata a far parte della rete del Servizio Idrologico Regionale della Toscana, che nel 1998 ha installato una nuova stazione automatica per la fornitura dei dati in tempo reale che è stata denominata Prato Università vista la sua ubicazione; la strumentazione è collocata alla sommità di uno degli edifici del polo universitario.

## Dati climatologici 1961-1990
In base alla media trentennale 1961-1990 calcolata dall'ENEA sulla base delle osservazioni meteorologiche effettuate nel medesimo trentennio, la temperatura media del mese più freddo, gennaio, si attesta a +5,7 °C; quella dei mesi più caldi, luglio e agosto, è di +24,3 °C. Le precipitazioni medie annue fanno registrare il valore di 943 mm, con minimo relativo in estate, picco in autunno e massimi secondari in inverno e in primavera per gli accumuli totali stagionali.
| Prato (1961-1990)   | Mesi | Mesi | Mesi | Mesi | Mesi | Mesi | Mesi | Mesi | Mesi | Mesi  | Mesi  | Mesi | Stagioni | Stagioni | Stagioni | Stagioni | Anno  |
| Prato (1961-1990)   | Gen  | Feb  | Mar  | Apr  | Mag  | Giu  | Lug  | Ago  | Set  | Ott   | Nov   | Dic  | Inv      | Pri      | Est      | Aut      | Anno  |
| ------------------- | ---- | ---- | ---- | ---- | ---- | ---- | ---- | ---- | ---- | ----- | ----- | ---- | -------- | -------- | -------- | -------- | ----- |
| T. max. media (°C)  | 9,4  | 11,2 | 14,8 | 19,2 | 23,6 | 27,6 | 30,5 | 30,7 | 27,0 | 20,9  | 14,3  | 10,5 | 10,4     | 19,2     | 29,6     | 20,7     | 20,0  |
| T. min. media (°C)  | 2,0  | 3,1  | 5,4  | 9,0  | 12,7 | 16,1 | 18,1 | 17,9 | 15,8 | 11,7  | 7,3   | 3,4  | 2,8      | 9,0      | 17,4     | 11,6     | 10,2  |
| Precipitazioni (mm) | 83,0 | 76,2 | 82,8 | 82,8 | 65,4 | 52,0 | 30,4 | 54,8 | 89,4 | 112,0 | 117,1 | 97,0 | 256,2    | 231,0    | 137,2    | 318,5    | 942,9 |

## Temperature estreme mensili dal 1881 ad oggi
Nella tabella sottostante sono indicate le temperature massime e minime mensili registrate periodo dal 1881 in poi; la serie storica risulta lacunosa in alcuni mesi tra il 1989 e il 1991.
La temperatura minima assoluta della serie storica esaminata è scesa a -13,8 °C il 10 e l'11 gennaio 1985, mentre la temperatura massima assoluta ha toccato i +41,0 °C il 6 luglio 1952.
| Prato (1881-2023)     | Mesi         | Mesi         | Mesi        | Mesi        | Mesi        | Mesi        | Mesi        | Mesi        | Mesi        | Mesi        | Mesi        | Mesi        | Stagioni | Stagioni | Stagioni | Stagioni | Anno  |
| Prato (1881-2023)     | Gen          | Feb          | Mar         | Apr         | Mag         | Giu         | Lug         | Ago         | Set         | Ott         | Nov         | Dic         | Inv      | Pri      | Est      | Aut      | Anno  |
| --------------------- | ------------ | ------------ | ----------- | ----------- | ----------- | ----------- | ----------- | ----------- | ----------- | ----------- | ----------- | ----------- | -------- | -------- | -------- | -------- | ----- |
| T. max. assoluta (°C) | 18,9 (1972)  | 23,7 (1991)  | 28,1 (2021) | 32,3 (1949) | 35,5 (1945) | 40,0 (2022) | 41,0 (1952) | 40,9 (1943) | 39,2 (1949) | 33,0 (2023) | 25,3 (2004) | 21,1 (2023) | 23,7     | 35,5     | 41,0     | 39,2     | 41,0  |
| T. min. assoluta (°C) | −13,8 (1985) | −12,0 (1929) | −7,0 (1949) | −1,3 (2003) | 2,5 (1957)  | 6,0 (1923)  | 11,0 (1970) | 9,8 (1924)  | 4,0 (1889)  | 0,0 (1974)  | −4,3 (1886) | −8,6 (1941) | −13,8    | −7,0     | 6,0      | −4,3     | −13,8 |

## Precipitazioni estreme dal 1916 ad oggi
Nella tabella sottostante sono indicate le precipitazioni cumulate totali massime e minime per ogni mese dell'anno, con l'anno in cui queste sono state registrate, e la precipitazione cumulata totale massima e minima annua dal 1916 in poi.
Il mese più piovoso è ottobre 1992 con 498,2 mm totali di accumulo, mentre i mesi meno piovosi con accumulo totale nullo sono stati luglio 1935, settembre 1985, aprile 2007 e luglio 2012.
L'anno più piovoso risulta il 1937 con 1788,1 mm totali di accumulo, mentre l'anno meno piovoso è stato il 1921 con 567,2 mm totali di accumulo.
| Prato                                            | Gen          | Feb          | Mar               | Apr          | Mag          | Giu          | Lug               | Ago          | Set          | Ott          | Nov          | Dic          | Anno          |
| ------------------------------------------------ | ------------ | ------------ | ----------------- | ------------ | ------------ | ------------ | ----------------- | ------------ | ------------ | ------------ | ------------ | ------------ | ------------- |
| Precipitazioni cumulate totali massime (mm) Anni | 257,6 (2014) | 267,6 (1951) | 299,6 (1937)      | 204,4 (1918) | 183,1 (1939) | 136,2 (1940) | 208,6 (2014)      | 169,2 (2007) | 274,8 (1965) | 498,2 (1992) | 356,8 (1926) | 258,0 (1939) | 1788,1 (1937) |
| Precipitazioni cumulate totali minime (mm) Anni  | 0,8 (1989)   | 1,0 (1993)   | 2,2 (1953 e 1961) | 0,0 (2007)   | 3,4 (1979)   | 1,4 (1935)   | 0,0 (1935 e 2012) | 0,6 (1962)   | 0,0 (1985)   | 4,6 (1969)   | 2,9 (1924)   | 6,8 (1986)   | 567,2 (1921)  |